# Новоандреевка (Волновахский район)
Новоандре́евка (укр. Новоандріївка) — село на Украине, находится в Волновахском районе Донецкой области.
Код КОАТУУ — 1421584801. Население по переписи 2001 года составляет 905 человек. Почтовый индекс — 85752. Телефонный код — 6244.
Основано в 1842 году переселенцами с Черниговской губернии.

## Адрес местного совета
85752, Донецкая область, Волновахский р-н, с. Новоандреевка, ул. Советська, 50